# メサイアコンプレックス
メサイアコンプレックス（英: Messiah complex）とは、個人が救済者になることを運命づけられているという信念を抱く心の状態を示す言葉である。キリストコンプレックスまたはメシアコンプレックス、救世主妄想とも呼ばれる。
狭義には誇大妄想的な願望を持つ宗教家などに見られる心理状態を指すが、広義には基底にある自尊心の低さを他者を助けることからくる自己有用感で補償する人々をも含める。

## 概説
メサイアというのは、一般的な日本語ではメシア（救世主）と言われるもののことである。この心理が形成されるのは、自分は不幸であるという感情を抑圧していたため、その反動として自分は幸せであるという強迫的な思いこみが発生するとされる。さらにこの状況が深まると、自分自身が人を助ける事で自分は幸せだ（自分には価値がある）と思い込もうとする。
このような論理になるのは、幸せな人は不幸な人を助けて当然という考えを自らに課す事で「自分は幸せである、なぜなら人を助けるような立場にいるから」と考えられるからである。本来は人を援助するその源として、まず自らが充足した状況になることが必要であるが、この考えは原因と結果を逆転させている。
そうした動機による行動は自己満足であり、相手に対して必ずしも良い印象を与えない。また相手がその援助に対し色々と言うと不機嫌になる事もある。しかもその結果が必ずしも思い通りにならなかった場合、異常にそれにこだわったり逆に簡単に諦めてしまう事も特徴的である。

## メサイアコンプレックスとされる人物
- シャブタイ・ツヴィ（ユダヤ教の偽メシア）
- ジム・ジョーンズ（人民寺院の教祖）
- デイビッド・コレシュ（ブランチ・ダビディアンの指導者）[3]